# Convento de Santo Domingo (Antigua Guatemala)
Este artículo corresponde a las ruinas del templo de la Orden de Predicadores en Antigua Guatemala; para el templo católico en la Ciudad de Guatemala véase Iglesia de Santo Domingo (Ciudad de Guatemala).
El Convento de Santo Domingo es un monasterio en ruinas en Antigua Guatemala, Guatemala. Su historia se remonta a 1538 cuando los Dominicos arribaron a Guatemala. Tenía 2 torres con 10 campanas. El convento fue completamente destruido en 1773 por los terremotos de Santa Marta y actualmente parte de sus ruinas han sido transformadas en el Hotel Casa Santo Domingo.

## Historia

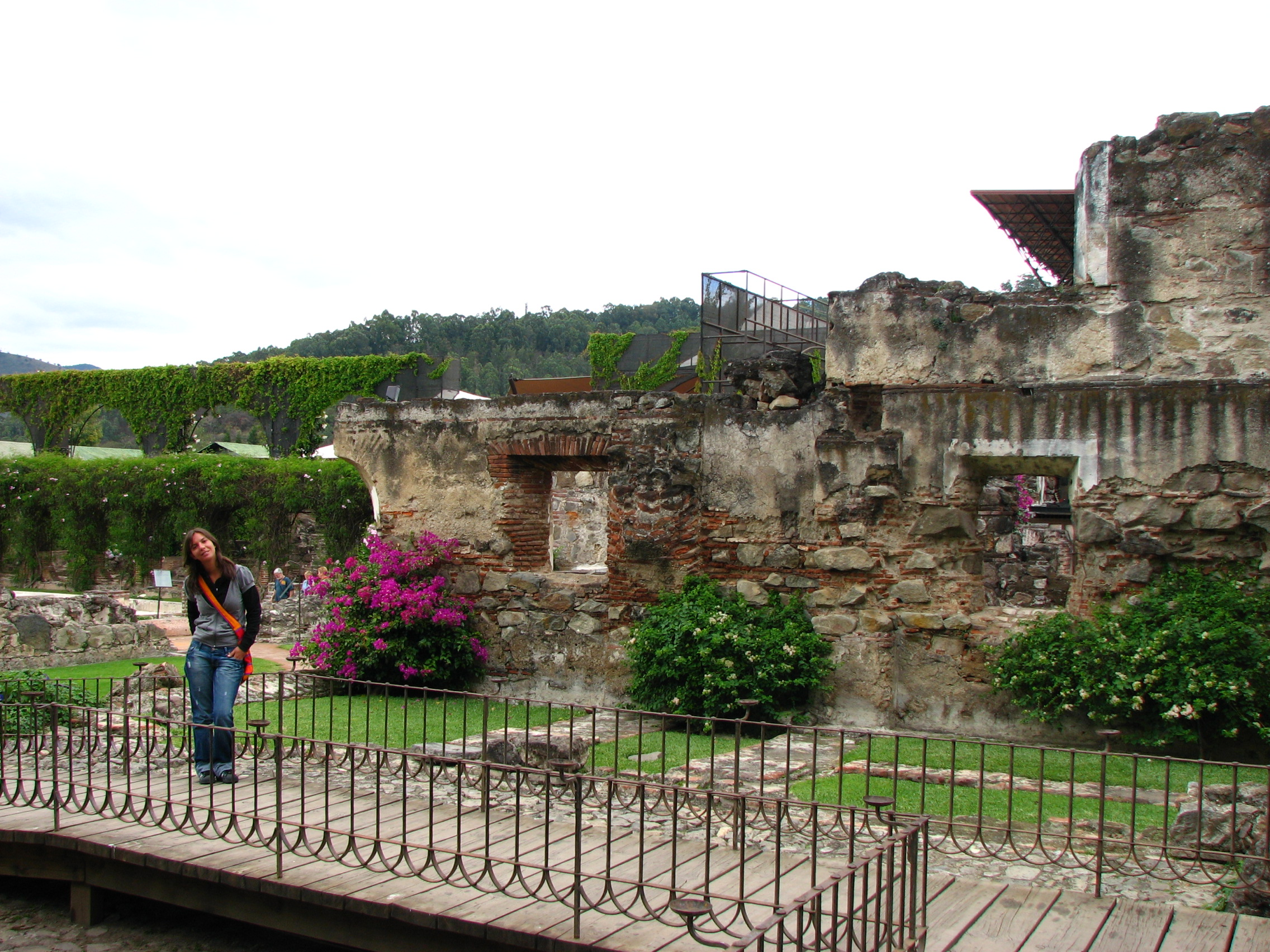
Convento de Santo Domingo en 2013.

La Orden de Predicadores llegó al Reino de Guatemala en 1529 y se trasladó al valle de Panchoy en 1542. Cuatro años después se hizo priorato el convento de Santo Domingo y sede de la provincia de San Vicente de Chiapas y Guatemala, la cual fue erigida oficialmente por el capítulo general de la religión de predicadores en Salamanca en 1551; se eligió como primer prior a fray Tomás Casillas, O.P..
En 1551 se nombró como prior provincial a fray Tomás de la Torre, O.P y en 1558 se celebró un capítulo en México en donde nombraron a fray Pedro Angulo, O.P. como vicario de la casa de Santo Domingo en Santiago de los Caballeros de Guatemala se le dio facultad de imponer hábitos.  En el templo fue enterrado en 1555 el licenciado Alonso López Cerrato fundador de la Real Audiencia de Guatemala y antepasado del prócer centroamericano Manuel José Arce; y en 1556 se instituyó la cátedra de Teología en el convento.

### Colegio de Santo Tomás

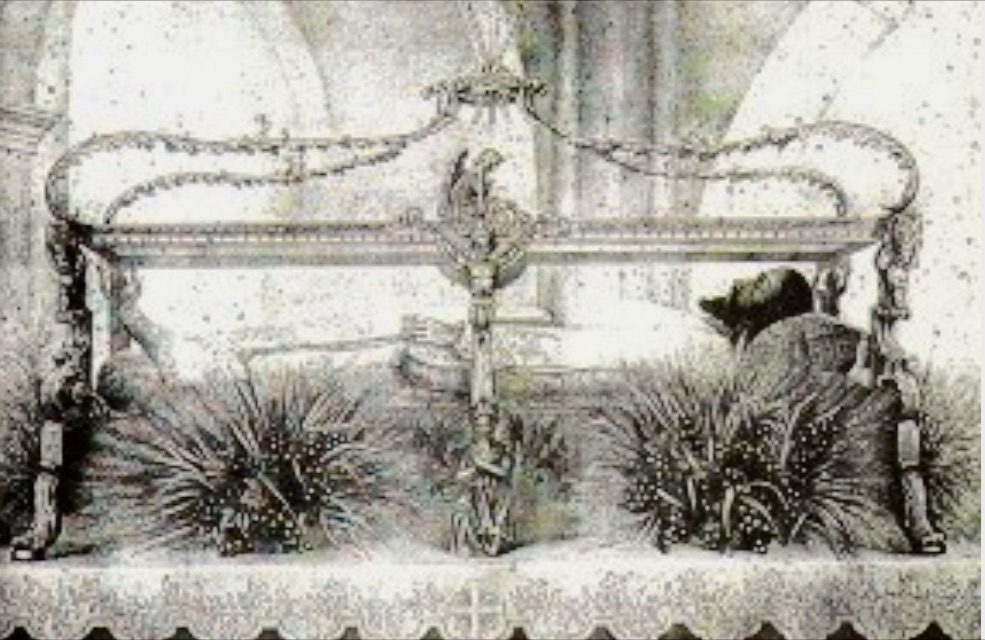
Imagen del Señor Sepultado, «Cristo del Amor»

Hacia el final de su vida, en 1562, el obispo Francisco Marroquín decidió dejar en su testamento un caudal para fundar un colegio, el de Santo Tomás de Aquino, en donde se impartieran cátedras de gramática, artes o filosofía y teología. Los beneficiarios de esta obra pía sería los hijos de españoles pobres, ya que no podían trasladarse a ciudades donde había universidades reales, como México. La heredad del obispo ha sido interpretada también como el origen de la universidad. Sin embargo, el prelado tenía muy clara la diferencia entre un colegio —residencia de estudiantes, con o sin cátedras— y un a universidad o Estudio General, donde se otorgaban grados. Al respecto, el historiador John Tate Lanning afirma que: «El testamento es tan bien conocido que algunos que ni siquiera lo han visto han leído en él muchas cosas que no están allí. En ninguna parte menciona Marroquín una universidad, mucho menos declara intención de establecer alguna...» Lo que sí está documentado es que el alcalde Pedro Crespo Suárez al morir, donó veinte mil pesos para la institución de cátedras de la universidad «que se está gestionando».
De acuerdo al historiador Domingo Juarros, Marroquín dejó rentas para fundar un colegio en que se recibieran doce colegiales y que hubiera cátedras de Filosofía y Teología, nombrando como encargados al deán de la Iglesia Catedral  y al prior del Convento de Santo Domingo. Los dominicos cedieron un área en el atrio de su templo para que se construyeran algunas aulas y la Real Audiencia propuso que los frailes impartieron cátedra en las mismas sin cobrar por algunos años en el colegio, pero los eclesiásticos se opusieron e inclusive no permitieron que los franciscanos lo hicieran.
En 1598, el tercer obispo de Guatemala fray Gómez Fernández de Córdoba y Santillán, O.S.H., siguiendo las directrices eclesiásticas del Concilio de Trento y apoyado por las reales cédulas que se emitieron tras dicho concilio, autorizó la fundación del Colegio y Seminario Tridentino de Nuestra Señora de la Asunción, el cual fue la primera institución de educación superior en el Reino de Guatemala. Por su parte, los jesuitas, quienes ya tenían el Colegio de San Borja y querían para sí el Colegio Tridentino se interpusieron a la fundación de la nueva institución ya que no les gustaba que ninguna de las otras órdenes regulares - mercedarios, franciscanos y dominicos o el cabildo catedralicio secular tomaran la iniciativa en cuestiones religiosas y educativas.

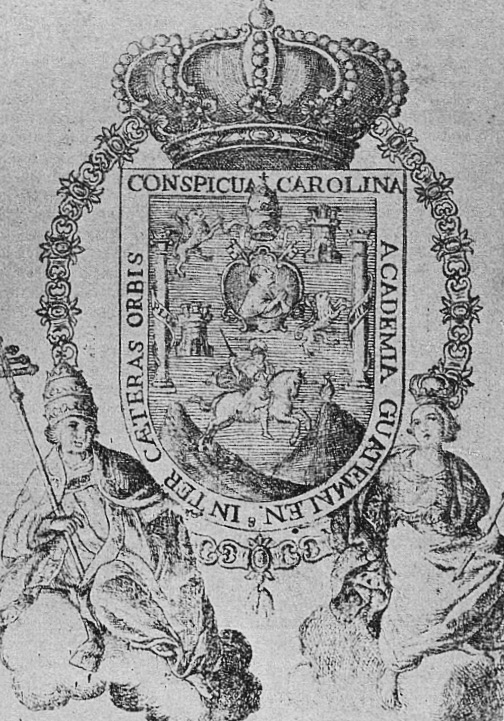
Escudo de armas de la Real y Pontificia Universidad de San Carlos de Borromeo. Fotografía de la colección del historiador de la Ciudad de Guatemala.

El presidente de la Audiencia autorizó el inicio de las lecturas en 1620 de colegio Santo Tomás, mientras se recibía la autorización para la construcción de un colegio para los alumnos, pues tenían las aulas en un solar perteneciente al convento dominico donde, en teoría, debían leerse las cátedras de artes, teología y cánones. Los primeros catedráticos fueron:
- Felipe Ruiz del Corral, decano de la Catedral,
- Ambrosio Díaz del Castillo, provincial de Santo Domingo
- Fray García de Loayza
- Dr. Pereira[5]

El rey Felipe IV, autorizó al colegio de Santo Tomás para que se aprobaran cursos y se otorgaran grados en la institución, lo que aprovechó el obispo Juan Zapata para otorgar grados de doctores al deán Felipe Ruiz del Coral y a los frailes Francisco Cevallos y Alonso Guirao, O.P., y de bachilleres a los hermanos Tomás y Ambrosio Díaz del Castillo.
En 1676 el colegio fue finalmente convertido en la Real Universidad de San Carlos de Borromeo.

### Auge económico del convento

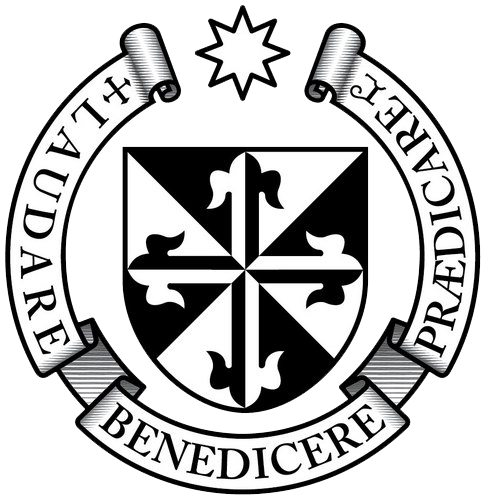
Escudo de la Orden de Predicadores.

Para 1620, el convento estaba en condiciones miserables: una iglesia de cañas tapadas con barro y tejado de heno, y un cerco de maderos atravesados con celdas que más parecían chozas. Pero para 1635, la situación había mejorado considerablemente y ya el priorato tenía una renta proveniente de varios pueblos de indios que le pertenecían, un molino de agua, una hacienda de trigo, otra hacienda con caballos y mulas, un ingenio de azúcar y una mina de plata que obtuvo en 1633 y cuya renta anual ascendía por lo menos treinta mil ducados. Con semejantes ingresos, los dominicos pudieron costear varias joyas para su iglesia, entre ellas una lámpara de plata que estaba frente al altar mayor y una imagen de la Virgen del Rosario hecha también de plata. Así pues, el convento dominico se había convertido en uno de los grandes terratenientes en Guatemala.
El escritor Víctor Díaz relató en 1929 que aparte de la Virgen del Rosario también estaba la imagen de Santo Domingo de Guzmán elaborada por Alonso de la Paz y una imagen del Señor Sepultado que fue llevado desde Inglaterra tras el cisma de Enrique VIII, el cual tiene restaurados los brazos y las piernas. De acuerdo a Díaz, la imagen del sepultado habría pertenecido a Catalina de Aragón, esposa del rey inglés; el libro finaliza con una descripción de la antigua Universidad de San Carlos, ermitas, oratorios y principales residencias privadas de la ciudad.
La corona española se enfocó en la catequización de los indígenas; las congregaciones fundadas por los misioneros reales en el Nuevo Mundo fueron llamadas «doctrinas de indios» o simplemente «doctrinas». Originalmente, los frailes tenían únicamente una misión temporal: enseñarle la fe católica a los indígenas, para luego dar paso a parroquias seculares como las establecidas en España; con este fin, los frailes debían haber enseñado los evangelios y el idioma español a los nativos. Ya cuando los indígenas estuvieran catequizados y hablaran español, podrían empezar a vivir en parroquias y a contribuir con el diezmo, como hacían los peninsulares.
Pero este plan nunca se llevó a cabo, principalmente porque la corona perdió el control de las órdenes regulares tan pronto como los miembros se embarcaron para América. Por otra parte, protegidos por sus privilegios apostólicos para ayudar a la conversión de los indígenas, los misionares solamente atendieron a la autoridad de sus priores y provinciales, y no a la de las autoridades españolas ni a las de los obispos. Los provinciales de las órdenes, a su vez, únicamente rendían cuentas a los líderes de su orden y no a la corona; una vez habían establecido una doctrina, protegían sus intereses en ella, incluso en contra de los intereses del rey y de esta forma las doctrinas pasaron a ser pueblos de indios que se quedaron establecidos para todo el resto de la colonia.
Las doctrinas fueron fundadas a discreción de los frailes, ya que tenían libertad completa para establecer comunidades para catequizar a los indígenas, con la esperanza de que estas pasaran con el tiempo a la jurisdicción de una parroquia secular a la que se le pagaría el diezmo; en realidad, lo que ocurrió fue que las doctrinas crecieron sin control y nunca pasaron al control de parroquias; se formaron alrededor de una cabecera en donde tenían su monasterio permanente los frailes y de dicha cabecera salían a catequizar o visitar las aldeas y caseríos que pertenecían a la doctrina, y que se conocían como anexos, visitas o pueblos de visita.
La administración colectiva por parte del grupo de frailes eran la característica más importante de las doctrinas ya que garantizaba la continuación del sistema de la comunidad en caso falleciese uno de los dirigentes.
En 1638, los dominicos separaron a sus grandes doctrinas —que les representaban considerables ingresos económicos— en grupos centrados en sus seis conventos:  Los conventos estaban en: la ciudad de Santiago de los Caballeros de Guatemala, Amatitlán, Verapaz, Sonsonate, San Salvador y Sacapulas. Específicamente el convento de la Ciudad de Santiago de los Caballeros de Guatemala, la doctrina abarcaba los poblados de Chimaltenango, Jocotenango, Sumpango, San Juan Sacatepéquez, San Pedro Sacatepéquez, Santiago Sacatepéquez, Rabinal, San Martín Jilotepeque, Escuintla, Milpas Altas, Milpas Bajas, San Lucas Sacatepéquez, y el Barrio de Santo Domingo en la ciudad.

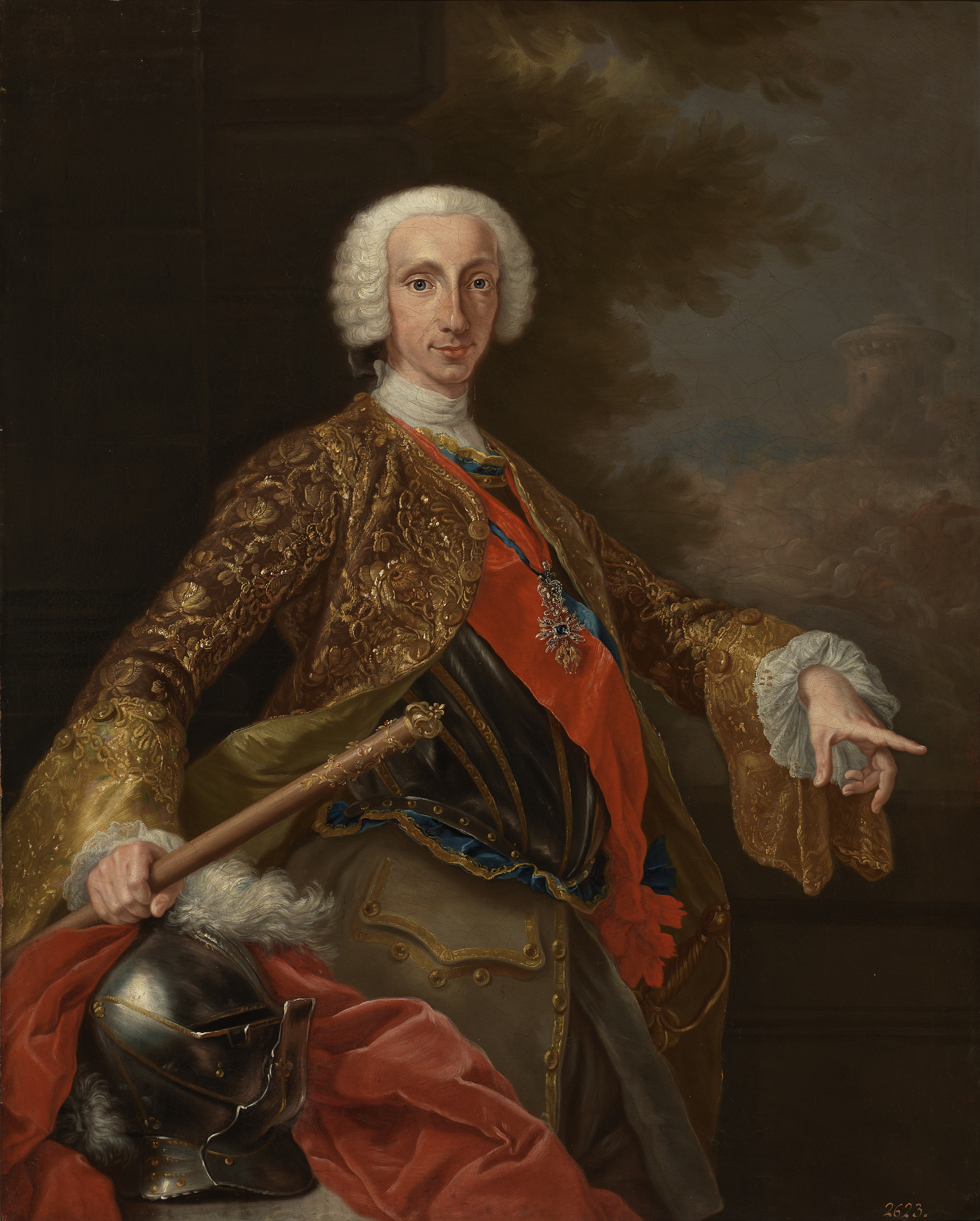
Rey Carlos III de España, promotor de las reformas borbónicas.

En 1754, en virtud de una Real Cédula parte de las Reformas Borbónicas, todos los curatos de las órdenes regulares fueron traspasados al clero secular.
En 1765 se publicaron las reformas borbónicas de la Corona española, que pretendían recuperar el poder real sobre las colonias y aumentar la recaudación fiscal. Con estas reformas se crearon los estancos para controlar la producción de las bebidas embriagantes, el tabaco, la pólvora, los naipes y el patio de gallos. La real hacienda subastaba el estanco anualmente y un particular lo compraba, convirtiéndose así en el dueño del monopolio de cierto producto. Ese mismo año se crearon cuatro subdelegaciones de la Real Hacienda en San Salvador, Ciudad Real, Comayagua y León y la estructura político administrativa de la Capitanía General de Guatemala cambió a quince provincias:
Además de esta redistribución administrativa, la corona española estableció una política tendiente a disminuir el poder de la Iglesia católica, el cual hasta ese momento era prácticamente absoluto sobre los vasallos españoles. Esta política de disminución de poder de la iglesia se basaba en la Ilustración
Para el siglo xviii los dominicos ya tenían en las afueras de la Ciudad de Santiago de Guatemala una pequeña hacienda llamada la Chácara y un molino de trigo, además de cinco ingenios azucareros: San Jerónimo en la Verapaz, el Rosario, Nuestra Señora de la Encarnación, San José de Matías Palencia y Cerro Redondo. El templo dominico era considerado como de lo mejor que tenía la ciudad de Santiago de los Caballeros, y el más suntuoso de la misma antes de que se construyera la Catedral y el templo de la Compañía de Jesús. Además tenían el sitio llamado Bodegas en la orilla de Río Dulce, a ocho leguas del Castillo de San Felipe de Lara y a treinta y ocho del puerto de Santo Tomás de Castilla. El libro de los Consejos, donde se apuntaban los ingresos de los réditos dominicos evidencia el gran poder económico que tuvieron los dominicos en Guatemala.
Los comerciantes de la ciudad pagaron por muchas de las imágenes que estuvieron en el templo de Santo Domingo.

### Terremotos de San Miguel
Los terremotos más fuertes que vivió la ciudad de Antigua Guatemala antes de su traslado definitivo en 1776 fueron los terremotos de San Miguel en 1717. El 27 de agosto hubo una erupción muy fuerte del Volcán de Fuego, que se extendió hasta el 30 de agosto; los vecinos de la ciudad pidieron auxilio al Santo Cristo de la catedral y a la Virgen del Socorro que eran los patronos jurados contra el fuego del volcán.  El 29 de agosto salió la Virgen del Rosario en procesión después de un siglo sin salir y hubo muchas más procesiones de santos hasta el día 29 de septiembre, día de San Miguel; los primeros sismos por la tarde fueron leves, pero a eso de las 7 de la noche se produjo un fuerte temblor que obligó a los vecinos a salir de sus casas; siguieron los temblores y retumbos hasta las cuatro de la mañana.  Los vecinos salieron a la calle y a gritos confesaban sus pecados, pensando lo peor.

### Terremotos de Santa Marta

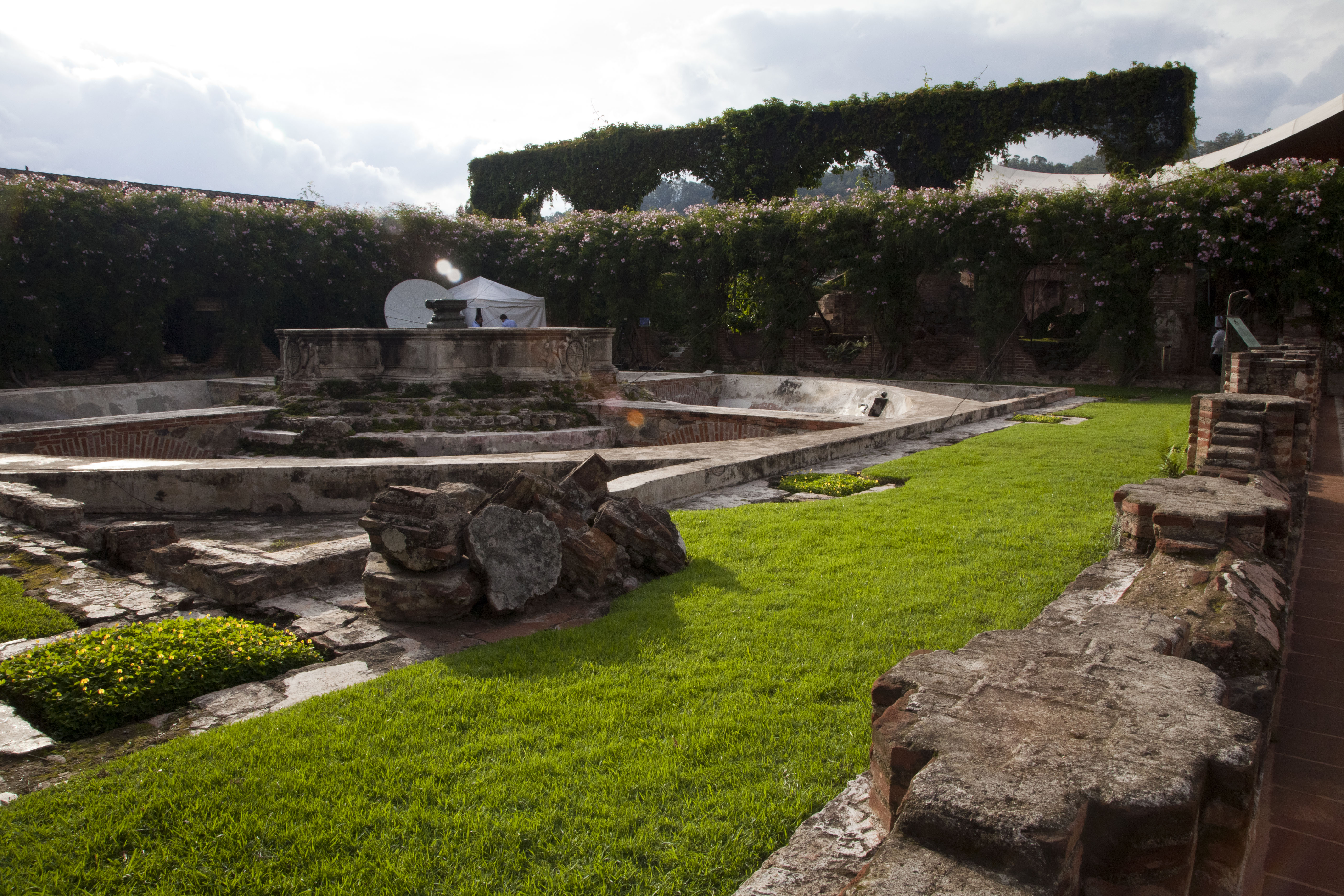
Convento de Santo Domingo en 2013.

De acuerdo a un reporte del fraile dominico Felipe Cadena, O.P. en 1774, el vecindario del barrio de La Candelaria y el convento de Santo Domingo fue en donde el terremoto de 1773 mostró mayores destrozos: los edificios quedaron totalmente por los suelos, las ruinas estaban desparramadas por todos lados mostrando restos de víctimas, y las calles no se podían distinguir por la cantidad de escombros. La iglesia, que había sido magnífica quedó destruida hasta sus cimientos y convertida en un promontorio de ruinas. Los sobrevivientes del terremoto quedaron horrorizados al darse cuenta de que tan aparentemente sólida y majestuosa estructura había quedado destruida por un sismo tan corto.
En 1776, la capital fue trasladada a la ciudad de Nueva Guatemala de la Asunción luego que los terremotos de Santa Marta de 1773 arruinaran la ciudad de Santiago de los Caballeros de Guatemala por tercera ocasión en el mismo siglo y las autoridades civiles utilizaran eso como excusa para debilitar a las autoridades eclesiásticas —siguiendo las recomendaciones de las Reformas Borbónicas emprendidas por la corona española en la segunda mitad del siglo xviii— obligando a las órdenes regulares a trasladarse de sus majestuosos conventos destruidos a frágiles estructuras temporales en la nueva ciudad.
La ciudad de Santiago empezó a llamarse la «arruinada Guatemala», «Santiago de Guatemala antiguo» y la «antigua ciudad».  Fue abandonada por todas las autoridades reales y municipales, y en 1784 por las dos últimas parroquias: Candelaria y Nuestra Señora de los Remedios, quedándose también sin autoridades eclesiásticas.  Pocos años después el arzobispo Cayetano Francos y Monroy autorizó el funcionamiento de tres parroquias interinas que llevaron el nombre de sus antecesoras: «San Sebastián», «Candelaria» y «Los Remedios», en donde se guardó la mayor cantidad de obras de arte religioso que permaneció en la antigua Guatemala. Tras la independencia de 1821 recuperó la categoría de ciudad y fue nombrada como cabecera del departamento de Sacatepéquez.

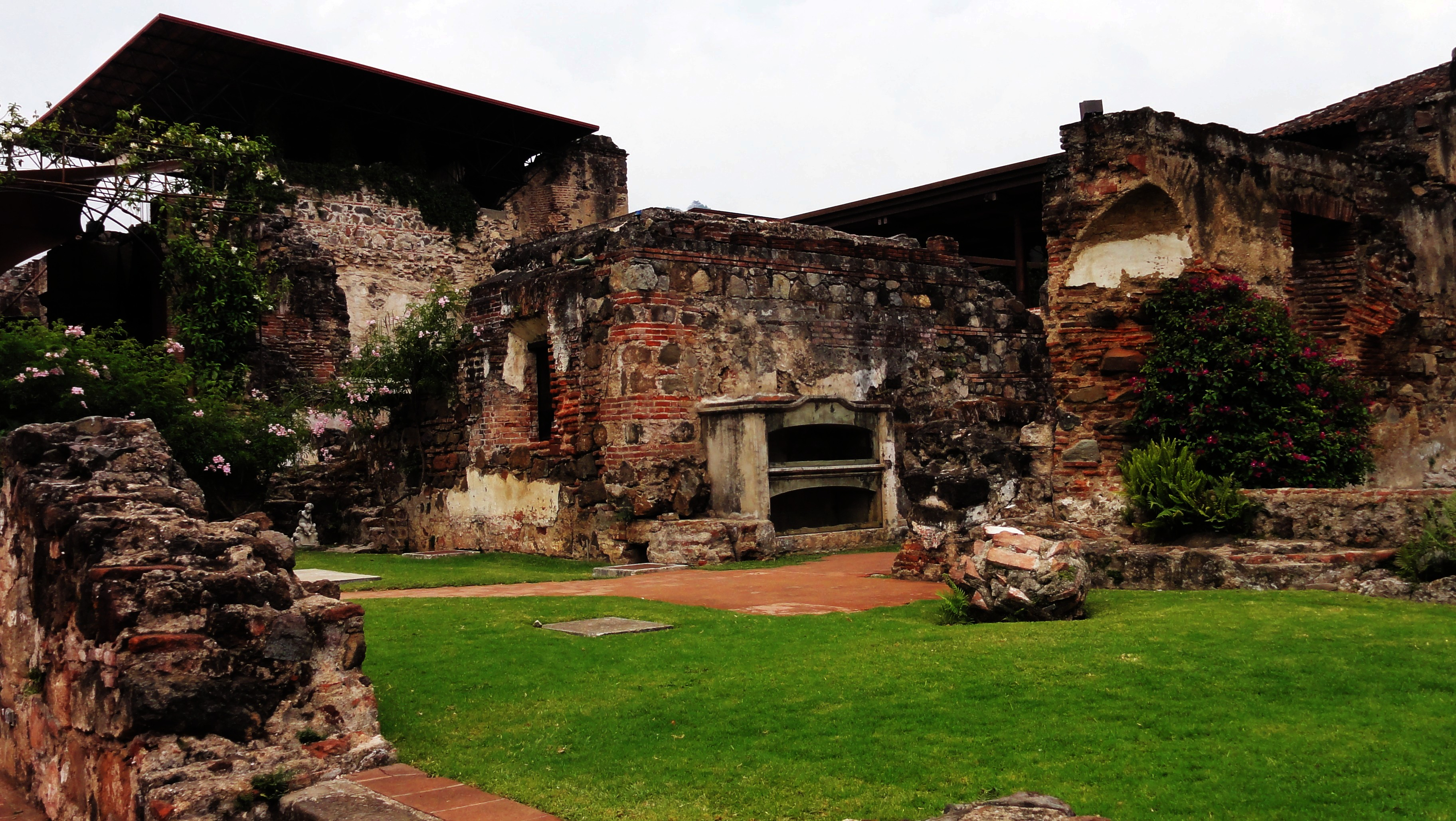
Casa Santo Domingo

### Estado del Convento en elsigloXXantes de ser habilitado como hotel
Materialmente, queda menos de este monasterio que de ningún otro de los nueve que se fundaron durante los dos siglos siguientes. Las causas principales de la escasez de ruinas de este establecimiento, que en una época era tan grande, son dos. Aunque había sido severamente dañado por terremotos anteriores, dada su riqueza y el número de religiosos alojados en sus claustros, habían seguido construyendo, reconstruyendo, y ensanchando. Pero en 1773 fue este barrio de la ciudad el que se destruyó casi por completo, y sufrió el convento de Santo Domingo más que ningún otro edificio. Eso fue un desastre de la naturaleza, pero la segunda causa de su destrucción se tiene que imputar directamente a las manos del hombre.
Quizá sirvieran las ruinas de Santo Domingo de cantera en el siglo XIX también, pero todavía en 1934 se mantenía en pie casi bastante para permitir un reconocimiento del plano. En aquel tiempo, la fuente de uno de los claustros se hallaba todavía en su sitio original. En 1936 fue trasladada a la entrada de la ciudad para sustituir una pila vieja que servía de lavadero público.  En aquellos años, existían porciones de edificios, cimientos, y muros bajos esparcidos por matorrales, arbustos y milpas. IDurante los diez años siguientes, un desfile diario de carretas tiradas por bueyes extrajeron piedra de esta ruina que se consideraba una fuente barata de materiales de construcción. Cuando se declaró a la Antigua Monumento Nacional, en 1944, apenas quedaba rastro visible de este vasto convento. Sólo unos cuantos montones enormes de mampostería quedaban para marcar la parte in- ferior de la fachada y el crucero (110 b) de una iglesia que sólo la catedral superaba en el siglo XVII.

### Traslado a la Nueva Guatemala de la Asunción
Debido a que el convento dominico quedó enteramente arruinado tras el terremoto, los frailes se trasladaron a la Nueva Guatemala de la Asunción en 1776, con la imagen de Nuestra Señora del Rosario, ya reparada, las imágenes procesionales del Santo Entierro, y unas cuantas imágenes que pudieron salvar de la ruina. En la nueva ciudad, les fueron otorgadas varias manzanas al oriente de la misma. En 1778 se calculó que iban invertido 44,218 pesos y se calculó que se requerían otros 92,000 pesos para concluir la obra. A fin de agenciarse de fondos, los dominicos arrendaron sus molinos y la finca la Chácara al ciudadano Juan Capetillo por 150 pesos anuales, quien cayó en mora; luego lo arrendaron a Jacobo Vázquez por 125 pesos anuales, pero para 1819 el nuevo arrendatario también cayó en mora. La finca y dos de los tres molinos fueron arrendados finalmente por 350 pesos anuales a Sebastián Morales.
El antiguo patio y atrio de la iglesia en Antigua Guatemala se arrendaron a Paulino González por 12 pesos anuales, y en la nueva capital, el templo y el convento se inauguraron con ayuda de fondos reales y de los esfuerzos de los dominicos, el 8 de noviembre de 1808; La inauguración formó parte de las conmemoraciones de la coronación de Fernando VII.

### Impacto del río Pensativo
La mayor parte del área de la subcuenta del Pensativo es quebrada, el 55% de la superficie tiene una pendiente superior al 35% y otras tienen pendientes superiores al 55%.  La diferencia de elevación entre el punto de salida de la subcuenca y las partes altas es de aproximadamente 920 m. Así pues, la pendiente del terreno tiene gran influencia sobre en el tipo de drenaje, la velocidad de las
corrientes y la característica torrencial de la subcuenca.
Los trabajos de limpieza de arena, piedras y troncos del fondo del canal se hacían cada año antes de que comenzaran las lluvias. Para llevar a cabo estas limpias, se utilizaban pequeñas cuadrillas de aproximadamente veinte personas por sector, siendo estos normalmente contratados por el ayuntamiento y equipados con palas, piochas y azadones. Los trabajadores limpiaban el cauce arrojando el material hacia los lados, consiguiendo únicamente que el río subiera de nivel año con año y buscara un nuevo cauce.  En cada inundación, se limpiaban completamente las casas o calles azolvadas, mientras solamente se limpiaba lo suficiente del cauce del río para que este continuara fluyendo.
Excavaciones realizadas en 1997 en el extremo norte del terreno que ocupaba el Convento de Santo Domingo encontraron un lavadero de construcción colonial, enterrado a una profundidad de 0.70 m; asimismo, a 3.95 m de profundidad, exactamente bajo el puente del Matasanos, apareció una calle empedrada que estaba en dirección suroriente a norponiente. La dirección y localización de esta calle va de acuerdo al callejón del Matasanos que conduce hacia el puente del mismo nombre, y que aparece en el plano levantado en 1773 por el agrimensor José Rivera y Gálvez, en el de calles y distribución de agua del acueducto de Las Cañas de 1833 y en una pintura sobre el sistema de captación de agua del acueducto de Las Cañas, pintado en 1840.
El río Pensativo ha cambiado de curso aproximadamente cuarenta metros hacia el poniente y ha socavado parte de la última manzana en el lado sur del callejón que va desde las ruinas del convento de La Concepción hacia el puente del Matasanos. El cauce del río se introdujo dentro de la manzana contigua al arco del Matasanos y al arco de las Monjas, los cuales desaparecieron tras el abandono de la ciudad en 1773.  Se reconstruyó únicamente el del Matasanos, posiblemente a aproximadamente 40 m hacia el poniente de su antigua posición.

## Nuestra Señora del Rosario
Nuestra Señora del Rosario es la representación mariana más difundida en Chiapas y Guatemala por los dominicos. Siendo la orden más poderosa del período colonial en la región, llevó esculturas de la Virgen del Rosario a todas sus parroquias. La Virgen de la ciudad de Santiago de los Caballeros era la más venerada de todas y el centro de la devoción al rosario. La escultura de Nuestra Señora del Rosario fue esculpida en Antigua Guatemala en el siglo XVI. La escultura está encarnada y tiene vestido y peana de plata; durante los terremotos de 1717 la imagen fue sacada en procesión luego de un siglo de no salir, en rogativa para que se detuvieran los sismos.  Al haber sobrevivido los terremotos y traslados, esta imagen mariana goza en el siglo XXI de una gran devoción en el solar de la Ciudad de Guatemala.